# Operation Flashpoint: Dragon Rising
Operation Flashpoint: Dragon Rising (spesso ed erroneamente chiamato Operation Flashpoint 2 o OFP2) è un videogioco di tipo sparatutto in prima persona tattico per PC, PlayStation 3 e Xbox 360, sviluppato e pubblicato dalla casa inglese Codemasters. Gli stessi hanno pubblicizzato il gioco come uno sparatutto modellato per rappresentare realisticamente i moderni combattimenti di fanteria. È il seguito di Operation Flashpoint: Cold War Crisis.

## Trama
Dragon Rising è ambientato nel 2011 in un'isola immaginaria chiamata Skira (modellata sull'esistente isola di Kiska, che si trova ad ovest delle Isole Aleutine, in Alaska).
Dopo la crisi economica globale che ha causato disoccupazione di massa e destabilizzazione politica in Cina, l'esercito cinese prende il controllo di Skira dopo la recente scoperta di vaste riserve di petrolio da parte della Federazione Russa. La diplomazia non basta a placare le discussioni, ed entrambi gli stati reclamano l'isola. La situazione si deteriora in fretta e la Cina inizia a fortificare l'isola in vista di un conflitto armato con gli avversari.
La Russia, già impegnata a proteggersi dall'esercito popolare cinese sulla terraferma, chiama in aiuto gli Stati Uniti d'America per riprendere il controllo dell'isola. L'America accetta e i due eserciti iniziano i combattimenti.

## Aggiornamenti
Il gioco originale è corredato di un numero ristretto di mappe, tuttavia è presente un "Mission Editor" (programma per la creazione e personalizzazione di mappe e missioni) che permette agli utenti di crearsi le proprie mappe e condividerle nel Web.